# Amélie Hoeferle
Amélie Hoeferle (5 juni 2002) is een Duits actrice. Ze speelde onder andere de hoofdrol van Izzy Waller in horrorfilm Night Swim.

## Biografie
Hoeferle maakte haar achterdebuut in de korte film The Boogeyman. In 2020 had ze haar tweede rol in In the Shadow. Een jaar later volgde een nieuwe rol in Scary Story. In 2023 had Hoeferle een rol in de korte film Sharpie. Hetzelfde jaar speelde ze eveneens de rol van Vipsania Sickle uit District 7 in de prequelfilm The Hunger Games: The Ballad of Songbirds & Snakes.
In 2024 had Hoeferle haar eerste hoofdrol door als Izzy Waller te verschijnen in de bovennatuurlijke horrorfilm Night Swim.
Hoeferle werd in 2024 gecast voor de films One Mile en One More Mile, geregisseerd door Adam Davidson, en de film Eddington, geregisseerd door Ari Aster.

## Filmografie

### Films
| Jaar | Titel                                              | Rol             | Opmerkingen |
| ---- | -------------------------------------------------- | --------------- | ----------- |
| 2019 | The Boogeywoman                                    | Sam             | Korte film  |
| 2020 | In the Shadow                                      | Claire          | Korte film  |
| 2021 | Scary Story                                        | Cate            | Korte film  |
| 2023 | Sharpie                                            | Cate            | Korte film  |
| 2023 | The Hunger Games: The Ballad of Songbirds & Snakes | Vipsania Sickle |             |
| 2024 | Night Swim                                         | Izzy Waller     |             |